# Fontaine de Neptune (Clermont-Ferrand)
Pour les articles homonymes, voir Fontaine de Neptune.
La fontaine de Neptune est une fontaine française située à Clermont-Ferrand, dans le Puy-de-Dôme.

## Description
De style néo-baroque, la « fontaine du Roi des Eaux » représente le dieu Poséidon punissant les Tritons. Le monument est situé dans le square d'Assas, il se compose d'une statue nichée dans une grotte faisant face à un bassin ; au-dessus on aperçoit les jardins de la préfecture.

## Historique
Cette fontaine du 19e siècle est ornée d'une représentation du dieu Neptune, œuvre du sculpteur Vital Gabriel Dubray. Elle était destinée dès sa création à rejoindre un catalogue commercial de fontes d'art éditées en série. Ce catalogue fut diffusé largement en Europe et en Amérique du Sud et l'on ne compte pas moins de vingt-quatre Neptune jumeaux de celui-ci à travers le monde. La statue provient de la fonderie Ducel mais ce modèle du Neptune (encore appelé « Fleuve ») a été également édité par la fonderie du Val d’Osne.
Lors d'une visite dans la ville, Stendhal a écrit sur ce monument : « Sa position rappelle les plus jolies villes suisses avec cette différence, en sa faveur, qu'elle est bâtie en lave, et que la présence d'un volcan, même éteint, imprime toujours au paysage quelque chose d'étonnant et de tragique qui empêche l'attention de se lasser. »